# 祖舒亞·達施華
祖舒亞·達施華（英語：Pelenda Joshua Tunga Dasilva，1998年10月23日—）是一名英格蘭足球運動員，司職中場，曾效力於英超球隊賓福特。

## 榮譽
英格蘭U19
- U19歐洲國家盃: 2017

## 外部連結
- 足球数据库：祖舒亞·達施華的球员统计数据
- Josh Dasilva （页面存档备份，存于） at brentfordfc.com
- Josh Dasilva （页面存档备份，存于） at arsenal.com
- 祖舒亞·達施華－UEFA國際賽競賽紀錄
- Josh Dasilva[永久] at The Football Association